# Funisciurus isabella
Funisciurus isabella es una especie de roedor de la familia Sciuridae.

## Distribución geográfica
Se encuentran en Camerún, República Centroafricana, República del Congo, Guinea Ecuatorial y Gabón.

## Hábitat
Su hábitat natural son: tierras de altitud baja, subtropicales o tropicales, bosques  y montañas.